# Чартьєрс Тауншип (округ Вашингтон, Пенсільванія)
Чартьєрс Тауншип (англ. Chartiers Township) — селище (англ. township) в США, в окрузі Вашингтон штату Пенсільванія. Населення — 8632 особи (2020).

## Демографія
Згідно з переписом 2010 року, у селищі мешкало 7818 осіб у 3192 домогосподарствах у складі 2224 родин. Було 3394 помешкання
Расовий склад населення:
| - 95,0 % — білих - 2,8 % — чорних або афроамериканців - 0,2 % — азіатів - 0,1 % — корінних американців |

До двох чи більше рас належало 1,2 %. Частка іспаномовних становила 1,3 % від усіх жителів.
За віковим діапазоном населення розподілялося таким чином: 18,2 % — особи молодші 18 років, 59,6 % — особи у віці 18—64 років, 22,2 % — особи у віці 65 років та старші. Медіана віку мешканця становила 47,5 року. На 100 осіб жіночої статі у селищі припадало 92,6 чоловіків;  на 100 жінок у віці від 18 років та старших — 90,3 чоловіків також старших 18 років.
Середній дохід на одне домашнє господарство  становив 85 559 доларів США (медіана — 64 355), а середній дохід на одну сім'ю — 98 654 долари (медіана — 76 188). Медіана доходів становила 53 996 доларів для чоловіків та 42 500 доларів для жінок. За межею бідності перебувало 5,9 % осіб, у тому числі 1,2 % дітей у віці до 18 років та 11,7 % осіб у віці 65 років та старших.
Цивільне працевлаштоване населення становило 3724 особи. Основні галузі зайнятості: освіта, охорона здоров'я та соціальна допомога — 22,2 %, роздрібна торгівля — 12,7 %, науковці, спеціалісти, менеджери — 12,7 %.